# Bodilus circumcinctus
Bodilus circumcinctus är en skalbaggsart som beskrevs av Schmidt 1840. Bodilus circumcinctus ingår i släktet Bodilus och familjen Aphodiidae. Inga underarter finns listade.